# Joe Manganiello
Joseph Michael "Joe" Manganiello (olasz kiejtéssel: /maŋɡaˈnjɛllo/) (Pittsburgh, Pennsylvania, 1976. december 28. –) amerikai színész, rendező, producer és író.
Hivatásos színészi pályafutása Flash Thompson szerepével indult Sam Raimi Pókember (2002) és Pókember 3. (2007) című szuperhős-filmjeiben. Az áttörést a True Blood – Inni és élni hagyni című HBO-sorozat hozta el számára, melyben a farkasember Alcide Herveaux-ot alakította öt évadon át. Egyéb filmjei közé tartozik a Várandósok – Az a bizonyos kilenc hónap (2012), a Magic Mike (2012), a Szabotázs (2014) és a Magic Mike XXL (2015). 2016-tól Deathstroke-ként szerepel a DC-moziuniverzum filmjeiben, elsőként Az Igazság Ligájában (2017).
2013-ban jelent meg első könyve, Evolution címmel. 2014-ben debütált rendezőként a La Bare című dokumentumfilmmel, melyet producerként is jegyez. 2017-ben Emmy-díjat nyert a Pittsburgh is Home: The Story of the Penguins című dokumentumfilm narrátoraként. Szabadidejében számos jótékonysági szervezet munkáját támogatja.

## Élete
Joe Manganiello 1976. december 28-án született a Pennsylvania állambeli Pittsburgh-ben, Joseph Michael Manganiello néven. Édesanyja Susan (született Brachanow) horvát és édesapja Charles John Manganiello olasz származású. Van egy Nicholas nevű öccse. Joe, a Mt. Lebanoni, Pennsylvaniaban nevelkedett. 1995-ben érettségizett a pittburgi Mt. Lebanon High School-ban, ahol válogatott játékos volt fociból, kosárlabdából és röplabdából is. 'Jud' szerepét játszotta az iskolai Oklahoma! előadáson, a Mt. Lebanon High School-ban, amikor végzős volt. Carnegie Mellon University-n diplomázott dráma szakon.

## Karrierje
Joe karrierje 1999-ben vette kezdetét, amikor szerepet kapott egy rövidfilmben, majd ezt követően egy kisebb szerepben tűnt fel a Pókember című filmben, ahol Flash Thompson megformálója volt, ezt követően több sorozatban is feltűnt karrierje kezdetén. 2006-ban kapott egy vendégszerepet a Helyszínelők című sorozatban, majd végül a Las Vegasban is feltűnt egy epizód erejéig.
2007-ben visszatért a Pókember című film harmadik részében, ahol ismét Flash Thopmson bőrébe bújt, mint cameoszereplő. Ugyanebben az évben A Vészhelyzet című sorozatban, 4 epizód erejéig vendéskedett, majd 64 epizódon keresztül alakította Solomon Cortez szerepét az American Heiress, ez volt élete első főszerepe. 2008-ban Brian Austin Green és Kayla Ewell oldalán alakította Matt Cooper-t az Impact Point című filmben.
Feltűnt a Miami helyszínelők, a Médium és a New York-i helyszínelők című sorozatokban is. 2008 és 2010 között alakította Owen Morello szerepét a Tuti gimi című szériában, ezt követően feltűnt a Két pasi meg egy kicsi, A nagy svindli és a 100 Question című sorozatokban. 2010-ben Jaime Pressly és Lindsay Sloane oldalán volt látható a Livin’ on a Prayer című tévéfilmben.
2006 és 2012 között többször is visszatérő vendég volt az Így jártam anyátokkal című szériában, ahol Brad Morris megformálója volt. 2012-ben Cameron Diaz és Jennifer Lopez oldalán volt látható a Várandosok – Az a bizonyos kilenc hónap című filmben és ugyanebben az évben feltűnt Channing Tatum, Alex Pettyfer és Matthew McConaughey oldalán a Magic Mike című vígjáték-drámában.
A hírnevet számára viszont a True Blood című sorozat hozta meg. 2010-ben csatlakozott a stábhoz, és megkapta a farkasember, Alcide Herveaux szerepét. 2014-ben szerepet kapott a Szabotázs című filmben Arnold Schwarzenegger és Sam Worthington oldalán, ahol Grinder karakterét keltette életre. 2015-ben került bemutatásra a Tumbledown című romantikus vígjáték, amiben Jason Sudeikis és Rebecca Hall oldalán keltette életre Curtis karakterét.
Majd a Magic Mike második része is bemutatásra került, amiben ismét Nagyfarkú Richie szerepében láthattuk.

## Magánélete
Manganiello nagy rajongója a Pittsburgh Steelers és a Wests Tigers profi labdarúgó csapatoknak.
2009-ben kezdett randizni Audra Marie színésznővel, akit el is jegyzett. A pár 2011-ben szakított. 2014-ben ismerkedett meg Sofía Vergara színésznővel, júliusban pedig nyilvánosan is felvállalták kapcsolatukat. Karácsony napján a Kauai szigeten meg is kérte a kezét mindössze hat hónap együttlét után, amire Sofía boldogan mondott igent. 2015-ben tartották esküvőjüket Palm Beach-en, Floridában. 2024-ben elváltak.

## Filmográfia

### Film
| Év   | Magyar cím                               | Eredeti cím                          | Szerep                             | Magyar hang         |
| ---- | ---------------------------------------- | ------------------------------------ | ---------------------------------- | ------------------- |
| 2002 | Pókember                                 | Spider-Man                           | Flash Thompson                     | Barabás Kiss Zoltán |
| 2007 | Pókember 3.                              | Spider-Man 3                         | Flash Thompson                     | nem szólal meg      |
| 2008 |                                          | Impact Point                         | Matt Cooper                        |                     |
| 2009 | Ellenséges terület 3. – A kolumbiai túsz | Behind Enemy Lines: Colombia         | Sean Macklin hadnagy               |                     |
| 2009 | Irene és a pasik                         | Irene in Time                        | Charlie                            |                     |
| 2012 | Várandósok – Az a bizonyos kilenc hónap  | What to Expect When You're Expecting | Davis                              | Sarádi Zsolt        |
| 2012 | Magic Mike                               | Magic Mike                           | Nagyfarkú Richie                   | Sarádi Zsolt        |
| 2014 | Szabotázs                                | Sabotage                             | Joseph 'Dara' (Grinder) Phillips   | Sarádi Zsolt8       |
| 2014 | Szabotázs                                | Sabotage                             | Joseph 'Dara' (Grinder) Phillips   | Tóth Roland         |
| 2015 | Kupák lovagja                            | Knight of Cups                       | Joe                                |                     |
| 2015 |                                          | Tumbledown                           | Curtis                             |                     |
| 2015 | Magic Mike XXL                           | Magic Mike XXL                       | Nagyfarkú Richie                   | Sarádi Zsolt        |
| 2016 |                                          | Pee-wee's Big Holiday                | önmaga                             |                     |
| 2017 | Hupikék törpikék – Az elveszett falu     | Smurfs: The Lost Village             | Törperős (hangja)                  | Szabó Győző         |
| 2017 | Az Igazság Ligája                        | Justice League                       | Slade Wilson / Deathstroke (cameo) | Szabó Győző         |
| 2018 | Rampage – Tombolás                       | Rampage                              | Burke                              | Sarádi Zsolt        |
| 2019 | Amit nem akarsz tudni a szüleidről       | Drunk Parents                        | Bob Donnelly                       | Nagypál Gábor       |
| 2019 |                                          | Bottom of the 9th                    | Sonny Stano                        |                     |
| 2019 | Jay és Néma Bob Reboot                   | Jay and Silent Bob Reboot            | Bailiff                            |                     |
| 2020 | Éjszaka meglepetésekkel                  | The Sleepover                        | Leo                                | Makranczi Zalán     |
| 2020 |                                          | Archenemy                            | Max Fist                           |                     |
| 2021 | Zack Snyder: Az Igazság Ligája           | Zack Snyder's Justice League         | Slade Wilson / Deathstroke         | Szabó Győző         |
| 2021 |                                          | Shoplifters of the World             | Mickey "Full Metal Mickey"         |                     |
| 2021 |                                          | The Spine of Night                   | Mongrel                            |                     |
| 2021 | Koati                                    | Koati                                | Balam (hangja)                     | Sztarenki Pál       |
| 2022 | Metal Lords                              | Metal Lords                          | Dr. Troy Nix                       | Zöld Csaba          |
| 2023 | Magic Mike utolsó tánca                  | Magic Mike's Last Dance              | Nagyfarkú Richie                   | Tokaji Csaba        |
| 2023 | Gyilkos a galériában                     | The Kill Room                        | Reggie                             | Sarádi Zsolt        |
| 2025 | Nagyik                                   | Nonnas                               | Bruno                              | Király Attila       |

Rövid- és dokumentumfilmek
- 2002: Out of Courage 2: Out for Vengeance (rövidfilm) – Ruslan Zmeyev
- 2008: Wounded (rövidfilm) – páciens
- 2009: Not Evelyn Cho (rövidfilm) – Ryan
- 2011: The Girl With the Tramp Stamp Tattoo (rövidfilm) – Mikael Blomkvist
- 2014: La Bare (dokumentumfilm) – filmrendező és producer

### Televízió
| Év        | Magyar cím                       | Eredeti cím                    | Szerep                                        | Megjegyzések                    |
| --------- | -------------------------------- | ------------------------------ | --------------------------------------------- | ------------------------------- |
| 2006      |                                  | Jake in Progress               | Rick Cavanaugh                                | 1 epizód                        |
| 2006      | CSI: A helyszínelők              | CSI: Crime Scene Investigation | Tom Harper                                    | 1 epizód                        |
| 2006      | Las Vegas                        | Las Vegas                      | Carson Stuart                                 | 1 epizód                        |
| 2006      |                                  | Close to Home                  | James Miller                                  | 1 epizód                        |
| 2006      |                                  | So Notorious                   | Scott                                         | visszatérő szereplő (2 epizód)  |
| 2006      |                                  | AKA                            | Brian                                         | tévéfilm                        |
| 2006–2012 | Így jártam anyátokkal            | How I Met Your Mother          | Brad Morris                                   | visszatérő szereplő (7 epizód)  |
| 2007      | Dokik                            | Scrubs                         | Chad Miller                                   | 1 epizód                        |
| 2007      |                                  | American Heiress               | Solomon Cortez                                | főszereplő (64 epizód)          |
| 2007      | Vészhelyzet                      | ER                             | Litchman rendőr                               | visszatérő szereplő (4 epizód)  |
| 2010–2014 |                                  | WWE RAW                        | önmaga                                        |                                 |
| 2008–2010 | Míg a halál el nem választ       | 'Til Death                     | Stu                                           | visszatérő szereplő (2 epizód)  |
| 2008–2010 | Tuti gimi                        | One Tree Hill                  | Owen Morello                                  | visszatérő szereplő (13 epizód) |
| 2009      | CSI: Miami helyszínelők          | CSI: Miami                     | Tony Ramirez                                  | 1 epizód                        |
| 2009      | A médium                         | Medium                         | Angelo Filipelli                              | 1 epizód                        |
| 2010      | CSI: New York-i helyszínelők     | CSI: NY                        | Rob Meyers                                    | 1 epizód                        |
| 2010      |                                  | 100 Questions                  | Rick                                          | 1 epizód                        |
| 2010      |                                  | Livin' on a Prayer             | Doug                                          | próbaepizód, nem került adásba  |
| 2010–2014 | True Blood – Inni és élni hagyni | True Blood                     | Alcide Herveaux                               | főszereplő (42 epizód)          |
| 2011      | Két pasi – meg egy kicsi         | Two and a Half Men             | Alex                                          | 1 epizód                        |
| 2012      | A nagy svindli                   | White Collar                   | Ben Ryan                                      | 1 epizód                        |
| 2013      |                                  | Talking Dead                   | önmaga                                        | 1 epizód                        |
| 2015      | Láng és a szuperverdák           | Blaze and the Monster Machines | tűzoltóparancsnok (hangja)                    | 1 epizód                        |
| 2016      | Anyák gyöngye                    | Mom                            | Julian                                        | 1 epizód                        |
| 2017      |                                  | Critical Role                  | Arkhan                                        | 2 epizód                        |
| 2019      | Agymenők                         | The Big Bang Theory            | önmaga                                        | 1 epizód                        |
| 2019      | Napkelte                         | Daybreak                       | Karl Pokaski                                  | 1 epizód                        |
| 2019      | Star Wars: Ellenállás            | Star Wars Resistance           | Ax Tagrin / rohamosztagos parancsnok (hangja) | 2 epizód                        |
| 2021      |                                  | A.P. Bio                       | Malachi                                       | 1 epizód                        |
| 2021–2022 | Green család a nagyvárosban      | Big City Greens                | Viper Fang (hangja)                           | 2 epizód                        |
| 2022      | Bubbi Guppik                     | Bubble Guppies                 | Coldsnap (hangja)                             | 1 epizód                        |
| 2022      | Love, Death & Robots             | Love, Death & Robots           | Coulthard                                     | 1 epizód                        |
| 2022      |                                  | Moonhaven                      | Tomm Schultz                                  | 6 epizód                        |
| 2022      |                                  | Mythic Quest                   | önmaga                                        | 1 epizód                        |